# Spąg
Spąg (ang. thill) – dolna powierzchnia warstwy skalnej (spąg warstwy), pokładu (spąg pokładu) lub wyrobiska (spąg wyrobiska). Na podstawie stropu lub spągu określa się bieg i upad warstwy oraz granice złoża.
Dno jaskiń i schronisk rzadko jest spągiem, często bowiem pokrywa go namulisko. Może ono być bardzo cienkie, ale może też mieć grubość wielu metrów.